# Von (album)
Pour les articles homonymes, voir Von (homonymie).
Albums de Sigur Rós
Ágætis byrjun
(1999)
Von, qui signifie espoir en français, est le premier album du groupe de post-rock islandais Sigur Rós.
La réalisation de l'album a pris du temps, le résultat final sonnait différemment des enregistrements originaux alors le groupe a voulu tout jeter et recommencer, mais décida de ne pas le faire parce que cela aurait pris trop de temps. Sigur Rós a finalement réussi à obtenir du temps supplémentaire en studio en échange de travaux de peinture là où ils enregistraient.
Le meilleur exemple de ce processus de production complexe est le titre Leit Að Lífi qui a été « recyclé » dans l'album de remixes Von brigði, sorti un an plus tard, par Sigur Rós eux-mêmes. Ils ont déclaré que ce titre n'avait pas pu être fini à temps pour Von, ils ont alors inclus la version finale sur l'album de remixes et mis en téléchargement gratuit sur leur site internet.
L'album Von a initialement été publié en Islande et a été apprécié par la critique, mais est passé relativement inaperçu à l'étranger. Dans la première année de sa sortie, Von s'est écoulé à seulement 313 exemplaires en Islande. Après les succès plus larges de Ágætis byrjun et de ( ), Von a été édité pour l'Europe et les États-Unis fin 2004, soit sept ans après sa sortie initiale. En décembre 2005, Von a été certifié album de platine en Islande, soit plus de 5 000 exemplaires. En 2009 est sorti le double vinyle, réservé au Royaume–Uni, en édition limitée et numérotée à 5 000 exemplaires.

## Liste des titres
Toutes les chansons sont écrites et composées par Sigur Rós.
| 1.    | Sigur Rós                          | instrumental |                                         | 9:46  |
| 2.    | Dögun                              | instrumental | Aurore                                  | 5:50  |
| 3.    | Hún Jörð                           | islandais    | Mère Nature                             | 7:18  |
| 4.    | Leit Að Lífi                       | instrumental | Recherche de vie                        | 2:34  |
| 5.    | Myrkur                             | islandais    | Ténèbres                                | 6:14  |
| 6.    | 18 Sekúndur Fyrir Sólarupprás      | instrumental | 18 secondes avant le lever du soleil    | 0:18  |
| 7.    | Hafssól                            | islandais    | Soleil de l'océan                       | 12:24 |
| 8.    | Veröld Ný Óg Óð                    | instrumental | Un monde nouveau et fou                 | 3:29  |
| 9.    | Von                                | vonlenska    | Espoir                                  | 5:12  |
| 10.   | Mistur                             | instrumental | Brouillard                              | 2:16  |
| 11.   | Syndir Guðs (Opinberun Frelsarans) | islandais    | Péchés de Dieu (révélations du sauveur) | 7:38  |
| 12.   | Rukrym                             | Islandais    | Serbènét (Ténèbres)                     | 8:59  |
| 72:10 |                                    |              |                                         |       |

## Descriptions des pistes
Hún Jörð 

Le titre de cette chanson serait littéralement Elle terre, que l'on pourrait traduire par Mère Nature, elle reprend les paroles du Notre Père pour en faire une prière adressée à la planète Terre.
Le Notre Père commence ainsi en islandais :

« Faðir vor, þú sem er á himnum » traduit en « Notre Père, vous qui êtes aux cieux »
Et Hún Jörð comme cela :

« Móðir vor, sem ert á jörðu » traduit en « Notre mère qui êtes sur terre »
Le Notre Père utilise þú (pronom de la deuxième personne du singulier) et er (forme conjuguée du verbe être à la 3e personne du singulier au présent) alors que Hún Jörð utilise ert (deuxième personne du singulier du verbe être au présent) et fait disparaître le þú. Le reste du texte est aussi une adaptation du Pater Noster
18 Sekúndur Fyrir Sólarupprás

Cette piste se compose de 18 secondes de silence, et sa traduction anglaise, « eighteen seconds before sunrise », a longtemps donné son nom au site Web officiel de Sigur Rós.
Rukrym

La dernière piste commence avec six minutes et quinze secondes de silence, puis se compose d'une partie de Myrkur jouée à l'envers, d'où le nom de « Rukrym ».